# Potamogeton praelongus
Potamogeton praelongus là một loài thực vật có hoa trong họ Potamogetonaceae. Loài này được Wulfen miêu tả khoa học đầu tiên năm 1805.